# Петар Лаловић
Петар Лаловић (Суботица, 8. јул 1932 — Београд, 2. новембар 2015) био је српски филмски редитељ, сценариста и сниматељ. Лаловић је снимио преко 200 документарних филмова.

## Каријера
Завршио је позоришну и филмску академију у Загребу, а дипломирао на Факултету драмских уметности у Београду.
Направио је преко 200 документарних филмова у којима је сценариста, редитељ и сниматељ. Такође је снимао игране филмове и ТВ серије. Лаловићева преокупација су снимање метафоричних филмова о природи, за које је освојио преко 150 награда како у бившој Југославији тако и у иностранству. Дугометражни филм Птице које не полете је добио више од 20 награда, укључујући четири Гранд Прија у Европи. Међутим, филмска критика и биоскопска публика сматра да је његов највећи успех био са документарним филмовима Последња оаза и Свет који нестаје из 1987. године.
Лаловић је током 2011. године снимао филм Београдска оаза — његов двестоти филм који је урадио.
Преминуо је 2. новембра 2015. године, а сахрањен је на Новом гробљу у Београду.

## Филмске режије
|       |                                           |
| 1983. | Последња оаза                             |
| 1985. | Крпељ                                     |
| 1987. | Свет који нестаје                         |
| 1997. | Птице које не полете                      |
| 2009. | Како се може продати небо и топлина земље |
| 2012. | Београдска оаза                           |